# 仙台市立蒲町小学校
仙台市立蒲町小学校（せんだいしりつ かばのまちしょうがっこう）は、宮城県仙台市若林区にある公立小学校である。

## 沿革
- 1981年（昭和56年）4月1日 - 開校[1]

## 学区
- 荒井の一部、伊在の一部、かすみ町、霞の目字、霞の目、蒲町の大部分、南小泉字梅木、六丁の目西町の一部、六丁の目西町の一部、六丁の目元町[2]

## 卒業後
- 蒲町中学校へ進学する[2]。